# Lahore (singolo)
Lahore è un singolo del cantante indiano Guru Randhawa, pubblicato il 13 dicembre 2017.